# ذا نيو سينتس
نادي ذا نيو سانتس لكرة القدم (بالإنجليزية: The New Saints of Oswestry Town & Llansantffraid Football Club)‏ نادي كرة قدم ويلز يلعب في الدوري الممتاز. تم تأسيس النادي في عام 1959.

## روابط خارجية
- The New Saints F.C.